# خورخي إل. راموس
خورخي إل. راموس (بالإنجليزية: Jorge L. Ramos)‏ هو صحفي أمريكي، ولد في 25 مارس 1950 في بورتوريكو في الولايات المتحدة.